# Petrasenlampi
Petrasenlampi är en sjö i kommunen Tuusniemi i landskapet Norra Savolax i Finland. Den är 5,4 meter djup. Arean är 38 hektar och strandlinjen är 4,2 kilometer lång. Sjön  ingår i Vuoksens huvudavrinningsområde.   Den ligger omkring 48 kilometer sydöst om Kuopio och omkring 330 kilometer nordöst om Helsingfors. 